# Epigelasma triplicifascia
Epigelasma triplicifascia är en fjärilsart som beskrevs av Louis Beethoven Prout 1912. Epigelasma triplicifascia ingår i släktet Epigelasma och familjen mätare. Inga underarter finns listade i Catalogue of Life.